# SC Vianense
Der Sport Clube Vianense ist ein portugiesischer Fußballverein aus der nordportugiesischen Stadt Viana do Castelo.

## Geschichte und Hintergrund
Der SC Vianense wurde 1898 gegründet und gehört damit zu den ältesten noch existierenden Fußballvereinen Portugals. Lange Zeit spielte der Klub im regionalen Ligabereich, in den 1950er Jahren schwankte er zeitweise zwischen zweitklassiger Segunda Divisão und der höchsten regionalen Spielklasse, ehe er sich ab Ende des Jahrzehnts in der zweithöchsten Spielklasse etablieren konnte. 1964 stieg die Mannschaft gemeinsam mit Schlusslicht Lusitano FCV wieder ab. Als 1968 die Terceira Divisão als überregional organisierte Spielklasse eingeführt wurde, gehörte der Klub zu den Gründungsmitgliedern und war bis zum erneuten Zweitligaaufstieg 1977 hier vertreten. Nach zwei Spielzeiten in der Nordstaffel stieg der Klub erneut aus der zweiten Liga ab, in die er 1985 erneut aufstieg. Dort reichte es nur zum drittletzten Tabellenplatz vor dem Amarante FC und dem Moreirense FC. Dem direkten Wiederabstieg folgte jedoch der erneute Aufstieg, als Tabellen-17. gehörte die Mannschaft jedoch zu den fünf Absteigern. Nach dem abermaligen Aufstieg gehörte der Verein neben dem FC Vizela, CD Trofense und dem FC Marco zum Quartett, dass von einer Ligareform mit der Einführung der eingleisigen zweiten Liga in Form der Segunda Divisão de Honra betroffen war, da es in die Viertklassigkeit zurückgestuft wurde. 
1993 stieg der SC Vianense aus der Terceira Divisão in die Segunda Divisão B auf, verpasste aber als Schlusslicht hinter CD Trofense und dem SC Freamunde den Klassenerhalt. Abermals blieb sie eine Fahrstuhlmannschaft und kehrte direkt wieder in die Drittklassigkeit zurück und hielt sich bis zum erneuten Abstieg 1998. Als Viertliga-Staffelsieger vor Mitaufsteiger GD Joane kehrte er direkt wieder zurück, beide verpassten aber den Klassenerhalt. 2002 folgte der erneute Aufstieg als Staffelsieger, aber erneut belegte die Mannschaft nur den letzten Platz in der dritten Liga. Nach mehreren Mittelfeldplätzen gelang 2008 abermals der Aufstieg, dieses Mal hielt sich der Klub zwei Spielzeiten auf dem dritten Spielniveau.
2013 qualifizierte sich der SC Vianense für das als reformierte dritte Liga neu eingeführte Campeonato de Portugal. 2016 verpasste die Mannschaft in der Relegation gegen GD Águias Moradal den Klassenerhalt und spielte wieder im regionalen Ligabereich. 2020 schaffte der Klub die Rückkehr und am Ende der Saison blieb er in der aufgrund der nach den Auswirkungen der COVID-19-Pandemie in Portugal neu eingeführten Liga 3 als dritthöchster Spielklasse im nun zurückgestuften Campeonato de Portugal. 2022 übernahm der Unternehmer Gary Raulino, dem bereits der kanadische Fußballklub Scrosoppi FC gehörte, die Mehrheit am Klub. 2023 belegte die Mannschaft in ihrer Viertliga-Staffel den zweiten Platz hinter dem Amarante FC, setzte sich aber mit drei Siegen und zwei Unentschieden in der anschließenden Aufstiegsrunde vor dem Klub sowie Lusitânia Lourosa und dem SC Salgueiros durch. In der dritthöchsten Spielklasse verpasste sie als Schlusslicht sowohl in regulärer Spielzeit als auch Abstiegsrunde den Klassenerhalt.